# Région fortifiée de Carélie

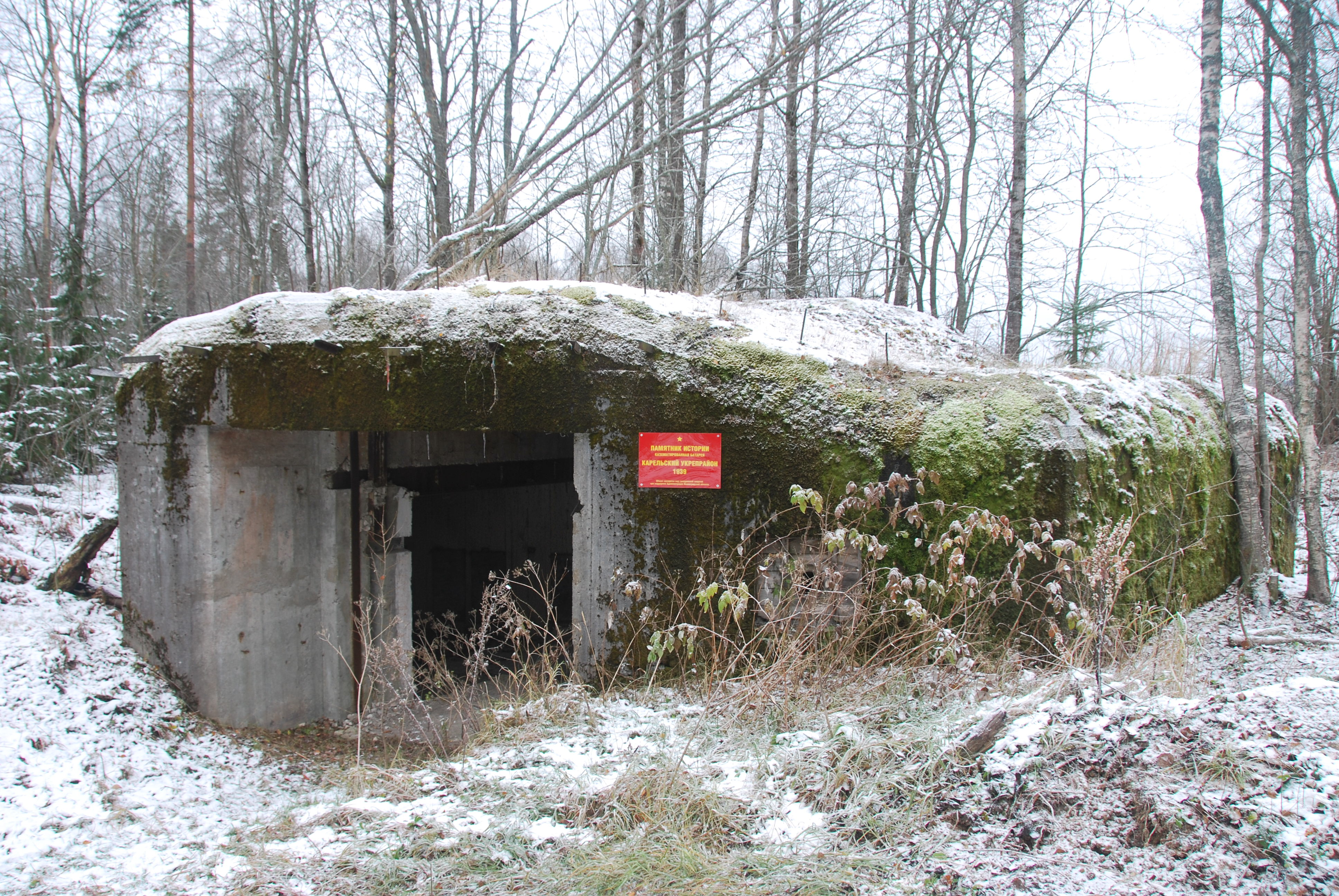
Fortifications à Kalelovo.

La 22e région fortifiée de Carélie (KaUR ; russe : Карельский укрепленный район; Карельский укрепрайон; КаУР) est l'un des 60 districts fortifiés défensifs soviétiques. D'une largeur d'un kilomètre, il est situé au nord de Léningrad (aujourd'hui Saint-Pétersbourg), et est construit entre 1928-1932, 1938-1939, 1941-1944 et 1950-1965, dans la partie soviétique de l'isthme de Carélie, et fait partie d'un système de zones fortifiées (y compris la ligne Staline) construite à cette époque pour défendre les frontières occidentales de l'Union soviétique. La KaUR s'étend sur l'ancienne frontière finno-russe depuis Valkeasaari, près de la rive nord du golfe de Finlande, en passant par Lembolovo jusqu'à la baie de Nizhniye Nikulyasy, sur la rive ouest du lac Ladoga.